# Lycoming IO-720
Le Lycoming IO-720 est un moteur d'aviation huit cylindres à plat, produit depuis les années 1960 par Lycoming Engines. Le nombre 720 désigne la cylindrée du moteur,  exprimée en pouces cubiques (soit 11,8 litres), tandis que les lettres IO signifient qu'il s'agit d'un moteur à injection directe et à plat (O pour Opposed). Contrairement à des moteurs Lycoming plus petits, il n'existe pas en version à carburateur, qui aurait été désignée O-720. Il utilise des cylindres identiques à ceux des moteurs Lycoming O-360 (4 cylindres à plat) et Lycoming O-540 (6 cylindres à plat). 
Ce moteur est installé notamment sur le Comanche 400, version la plus puissante du Piper PA-24 et le Helio Courrier H-800, un appareil utilitaire produit en Alaska.